# Microsoroideae
Microsoroideae (mikrosoroidne paprati), potporodica papratnjača, dio porodice Polypodiaceae. Sastoji se od 5 tribusa (3 monogenerička) s ukupno osam rodova.

## Opis
Microsoroideae je treća najveća od šest (danas 9) podporodica Polypodiaceae, koja sadrži preko 180 vrsta. Ove paprati su široko rasprostranjene u tropskim i suptropskim regijama Starog svijeta i Oceanije. Dokumentirani su ornamentacija spora i ti podaci integrirani su u najnovije filogenetske hipoteze, uključujući uzorkovanje od 100 taksona koji predstavljaju svaku od 17 glavnih linija mikrosoroidnih paprati. To je omogućilo da se rekonstruira predačka stanja morfologije spora. Rezultati pokazuju verukatnu ornamentiku kao predačko stanje za Goniophlebieae i Lecanoptereae, kuglastu za Microsoreae i naborastu površinu za Lepisoreae. Osim toga, ukrasi spora mogu se koristiti za razlikovanje određenih kladusa mikrosoroidnih paprati. Među svih pet tribusa, Lecanoptereae pokazuju najveću raznolikost u ukrašavanju površine spora.

## Rodovi
1. Tribus Thylacoptereae C. C. Chen & H. Schneider
  1. Thylacopteris Kunze ex J. Sm. (3 spp.)
2. Tribus Goniophlebieae C. C. Chen & H. Schneider
  1. Goniophlebium (Blume) C. Presl (34 spp.)
3. Tribus Lecanoptereae C. C. Chen & H. Schneider
  1. Bosmania Testo (3 spp.)
  2. Lecanopteris Reinw. (24 spp.)
4. Tribus Microsoreae V. N. Tu
  1. Microsorum Link (46 spp.)
  2. Leptochilus Kaulf. (33 spp.)
  3. Podosorus Holttum (1 sp.)
5. Tribus Lepisoreae Ching ex E. Hennipman, P. Veldhoen & K. U. Kramer
  1. Lepisorus (J. Sm.) Ching (100 spp.)